# Toffia
Toffia is een gemeente in de Italiaanse provincie Rieti (regio Latium) en telt 948 inwoners (31-12-2004). De oppervlakte bedraagt 11,2 km², de bevolkingsdichtheid is 81 inwoners per km².

## Demografie
Toffia telt ongeveer 385 huishoudens. Het aantal inwoners steeg in de periode 1991-2001 met 9,2% volgens cijfers uit de tienjaarlijkse volkstellingen van ISTAT.
| Jaar | Inwoneraantal |
| ---- | ------------- |
| 1991 | 829           |
| 2001 | 905           |

## Geografie
De gemeente ligt op ongeveer 262 m boven zeeniveau.
Toffia grenst aan de volgende gemeenten: Castelnuovo di Farfa, Fara in Sabina, Nerola (RM), Poggio Nativo.